# Gmina związkowa Unstruttal
Gmina związkowa Unstruttal (niem. Verbandsgemeinde Unstruttal) - gmina związkowa w Niemczech, w kraju związkowym Saksonia-Anhalt, w powiecie Burgenland. Siedziba gminy związkowej znajduje się w mieście Freyburg (Unstrut).
Gmina związkowa zrzesza siedem gmin, w tym trzy gminy miejskie oraz cztery gminy wiejskie: 
- Balgstädt
- Freyburg (Unstrut)
- Gleina
- Goseck
- Karsdorf
- Laucha an der Unstrut
- Nebra (Unstrut)